# Erythrolamprus andinus
Erythrolamprus andinus es una serpiente de la familia Colubridae, de reproducción ovípara que se distribuye en Bolivia y Perú.

## Diagnóstico
E. andinus se distingue de todas las especies de Liophis excepto L. reginae por tener 15-15-15 filas de escamas dorsales, generalmente sin reducción (una reducida a 14 posteriormente), en lugar de 19-17-17, 19-17-15 , 17-17-17, o 17-17-15 hileras de escamas dorsales: y de todas las especies de Liophis al tener tres (muy raramente dos) supralabiales entrando en la órbita en lugar de dos (DIXON 1983).

## Distribución geográfica
Se desconoce el estado poblacional de la especie, ya que solo se conoce de dos ejemplares. La localidad en Cuzco, Perú se encuentra en un parque nacional donde hay poca alteración del hábitat. La localidad boliviana de Cochabamba, ha sufrido una extensa destrucción de hábitat desde que la especie fue encontrada allí. Si bien ha habido alguna investigación herpetológica cerca de la localidad boliviana, aparentemente a partir de 2013 nadie ha buscado extensamente esta especie (R. Aguayo com. pers. 2014).
La especie ha sido registrada desde elevaciones entre 2445 y 2500 m snm (Dixon 1989, Alonso et al. 2001).